# 북진천 나들목
북진천 나들목(N.Jincheon IC)은 충청북도 진천군 이월면 내촌리와 사당리에 걸쳐 있는 평택제천고속도로의 7번 교차로이다. 이월면, 광혜원면 등지로 진출할 수 있으며, 2009년 7월 24일 개통되었다.인근에 진천국가대표선수촌이 있다.

## 연혁
- 2007년 10월 11일 : 2009년 12월까지 나들목 신설을 위해 진천군 도시계획시설 교통광장에 이월면 내촌리 일원을 북진천 나들목으로 고시[1]
- 2009년 1월 15일 : 2009년 12월까지 나들목 국도 접속부 위치 변경을 위해 진천군 도시계획시설 교통광장 변경[2]
- 2009년 7월 24일: 나들목 개통[3]

## 구조물 정보
- 위치: 충청북도 진천군 이월면 내촌리, 사당리
- 영업소: 충청북도 진천군 이월면 평택제천고속도로 56

## 접속 도로
- 국도 제17호선 (생거진천로)
- 지방도 제302호선 (이덕로, 구 지방도 제587호선)

## 교통량 정보
| 요금소          | 통행량 (대/일) | 통행량 (대/일) | 통행량 (대/일) | 통행량 (대/일) | 통행량 (대/일) | 통행량 (대/일) | 통행량 (대/일) | 통행량 (대/일) | 통행량 (대/일) | 통행량 (대/일) | 각주  |
| 요금소          | 2002년         | 2003년         | 2004년         | 2005년         | 2006년         | 2007년         | 2008년         | 2009년         | 2010년         | 2011년         | 각주  |
| --------------- | -------------- | -------------- | -------------- | -------------- | -------------- | -------------- | -------------- | -------------- | -------------- | -------------- | ----- |
| 북진천 (폐쇄식) | 미개통         | 미개통         | 미개통         | 미개통         | 미개통         | 미개통         | 미개통         | 2,771          | 4,336          | 5,129          | [ 4 ] |
| 요금소          | 2012년         | 2013년         | 2014년         | 2015년         | 2016년         | 2017년         | 2018년         | 2019년         |                |                | [ 4 ] |
| 북진천 (폐쇄식) | 5,718          | 6,408          | 6,912          | 7,841          | 8,471          | 8,863          | 8,985          | 8,992          |                |                | [ 4 ] |

## 사진

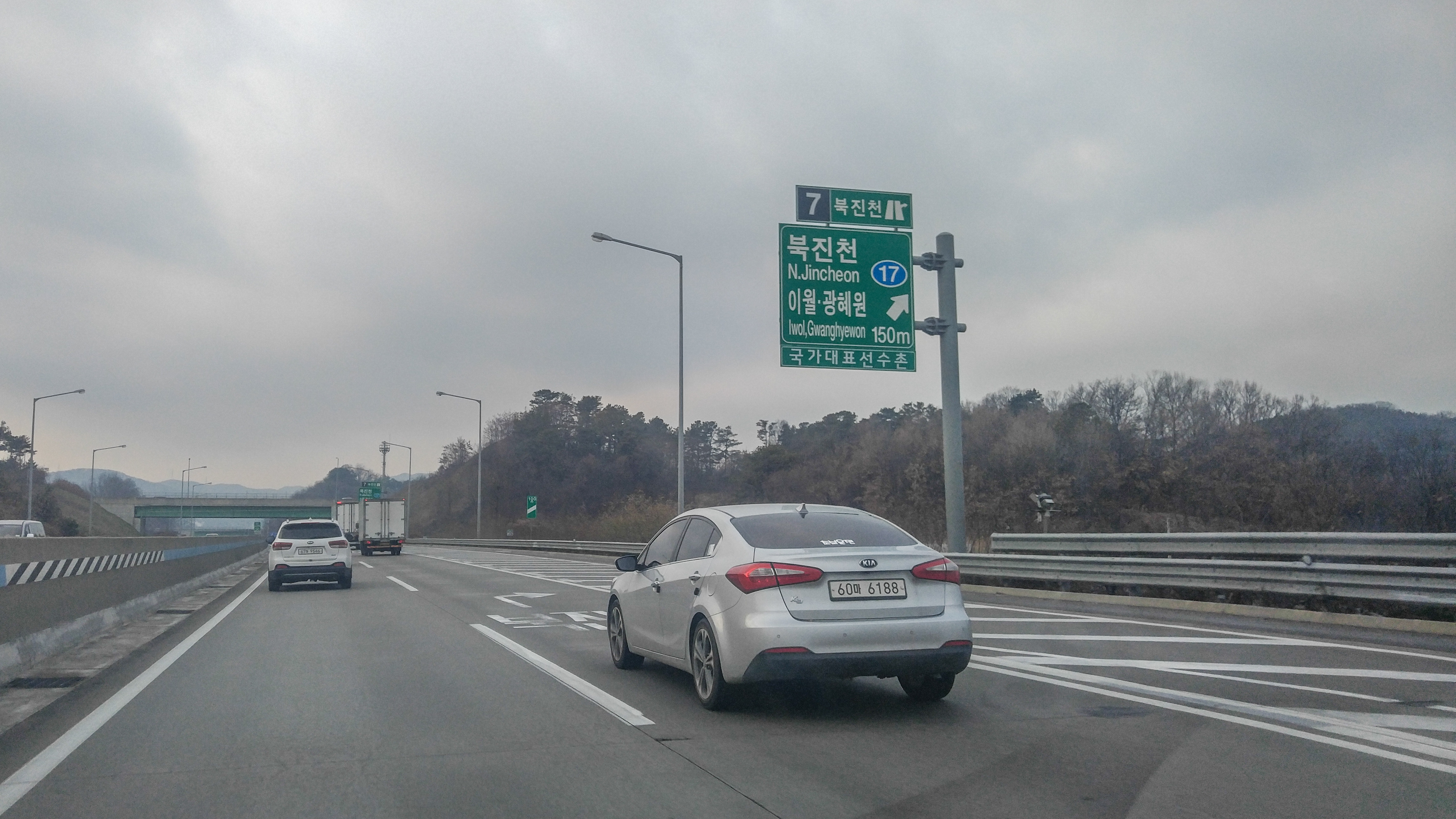
150m 표지판 (평택 방면)
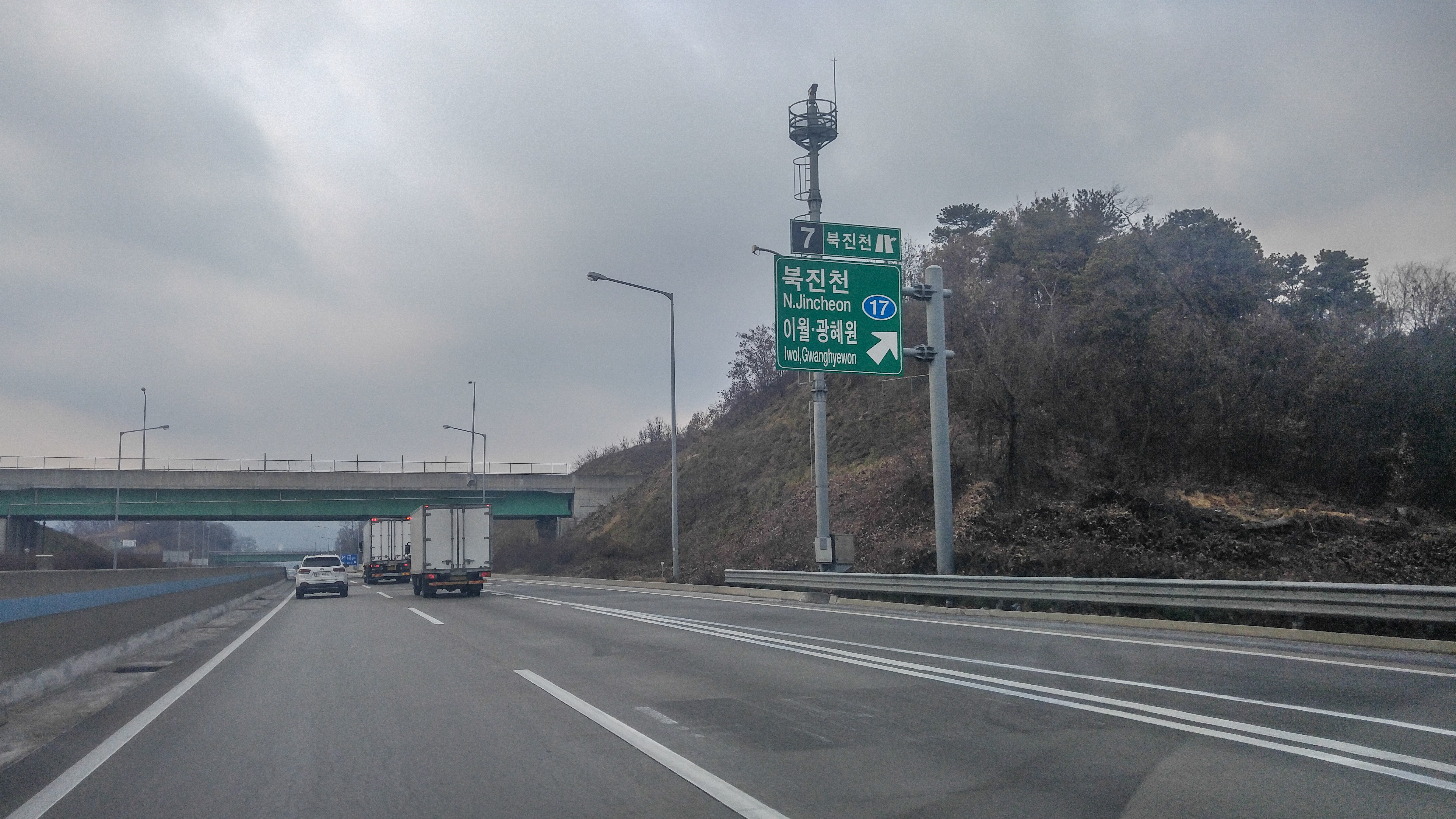
표지판 (평택 방면)
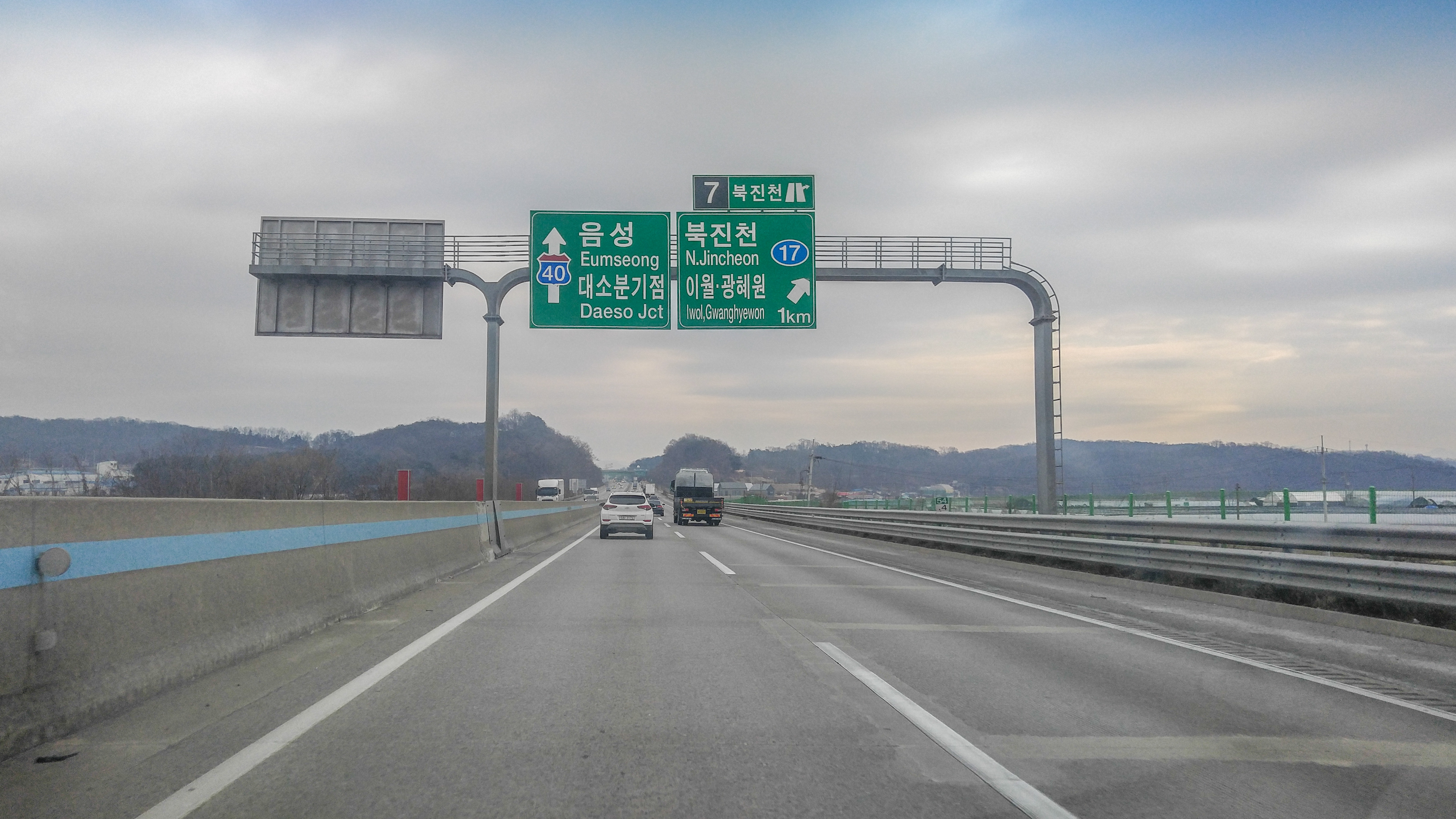
1km 표지판 (제천 방면)